# Henry Drummond Wolff
Henry Maxence Cavendish Drummond Wolff (16 juillet 1899 - 8 février 1982) est un homme politique britannique, député de Basingstoke en 1934-1935. Membre du Parti conservateur, il est connu pour sa proximité avec l'extrême-droite.

## Biographie
Arrière-petit-fils du missionnaire protestant Joseph Wolff, Henry Drummond Wolff rejoint le Parti conservateur et devient député de Basingstoke entre 1934 et 1935. En dépit de ses propres origines juives, Henry Drummond Wolff affiche des opinions profondément antisémites et soutient financièrement la British Union of Fascists. Pendant les années 1930, Henry Drummond Wolff visite plusieurs fois l'Allemagne nazie et devient un intermédiaire non-officiel entre Londres et Berlin.